# Малуменг
Малуменг (англ. Malumeng) — одна з місцевих громад, що розташована в районі Мафетенг, Лесото. Населення місцевої громади у 2006 році становило 9 740 осіб.